# Sverre Myrli

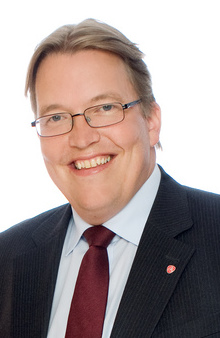
Sverre Myrli.

Sverre Myrli, född 26 augusti 1971 i Nes i Akershus fylke, är en norsk politiker som tillhör Arbeiderpartiet.
Nes har en bachelorexamen. Han var medlem av Nes kommunstyre mellan 1990 och 1997 samt från 2003. Från 2002 ledare för Akershus Arbeiderparti. Åren 1996–1997 var han politisk rådgivare i Samferdselsdepartementet. 1997–2001 var han Stortingsrepresentant för Akershus, men vid valet 2001 blev han inte återvald. Han var suppleant 2001–2005, och från 2005 återigen Stortingsrepresentant för Akershus.